# کارین بیندر
کارین بیندر (انگلیسی: Karin Binder؛ زادهٔ ۲۸ اوت ۱۹۵۷) یک سیاست‌مدار اهل آلمان است. او از اعضای حزب سوسیال دموکرات آلمان(SPD) می‌باشد. بیندر در سال ۲۰۰۵ او عضو حزب چپ شد و از سال ۲۰۰۵ او عضو مجلس فدرال است.